# Abram Cytryn
Pour les articles homonymes, voir Cytryn.
 (février 2013).
Si vous disposez d'ouvrages ou d'articles de référence ou si vous connaissez des sites web de qualité traitant du thème abordé ici, merci de compléter l'article en donnant les références utiles à sa vérifiabilité et en les liant à la section « Notes et références ».
Abram Cytryn est un écrivain juif polonais né en 1927 et mort à Auschwitz en 1944. Ses écrits ont été publiés de manière posthume par sa sœur près de cinquante ans après sa mort.

## Biographie
Abram Cytryn est né à Łódź, le 10 octobre 1927. Sa famille a fondé une des premières d'apprêtage de tissu de la ville et connait une grande aisance financière. Enfant choyé, il a cependant un caractère difficile et provocateur. Il veut devenir poète. Au début de la guerre, Les Cytryn sont dépouillés de tous leurs biens par les directeurs de l'usine. Abram Cytryn, sa mère et sa sœur Lucie s'installent pendant un an à Belchatow, une bourgade, non loin de Łódź où ils mènent une vie paisible. Abram ne cesse d'écrire. En janvier 1940, ils regagnent Łódź et commencent à vivre dans le ghetto.
Comme tous les habitants du ghetto, Abram Cytryn est astreint au travail forcé pour l'économie allemande. Il travaille dans un atelier de tricotage. En 1942, le père d'Abram Cytryn meurt de faim et d'épuisement. Dans l'univers inhumain du ghetto de Łódź, les habitants s'acharnent à survivre mais savent qu'ils vont mourir. « C'est au cimetière Marysin que nous finirons tous, avec Rumkowski, comme roi des morts » fait-il dire à un policier du ghetto. Abram Cytryn est taraudé par la faim. Il va même jusqu'à demander à sa mère de mesurer avec un mètre ruban les portions de pain pour être sûr que sa sœur n'en reçoivent pas plus que lui. Quand sa mère est arrêtée par la gestapo du ghetto, il pousse sa sœur Lucie à avoir des relations sexuelles avec un « gros bonnet » du ghetto en échange d'une promesse de libération. Il pense un moment se suicider mais ne le fait pas par amour pour sa mère. Après son travail, le jeune homme écrit en polonais de courtes nouvelles et des poésies sur le ghetto de Łódź. Il y décrit la vie quotidienne avec une étonnante lucidité, une grande violence associée à une frénésie d'écriture. Il s'attache particulièrement au sort des enfants. L'alimentation tient une place centrale dans ses récits. Comme beaucoup d'écrivain des ghettos, il veut d'abord témoigner: « Je voudrais que le sang gicle sur le papier afin de léguer aux générations futures la mémoire de ces impitoyables années. »  Il dit aussi la difficulté de transmettre le désespoir la faim et la terreur mais il ajoute : « je voudrais y entrainer en douceur le lecteur... »
En juin et septembre 1944, le ghetto est liquidé. La famille Cytryn est envoyée à Auschwitz à la fin du mois d'aout 1944. Abram est séparé de sa mère, gazée le jour même, et de sa sœur. Trois jours après son arrivée au camp, Abram se joint à un groupe d'enfants à qui on avait promis une ration de soupe supplémentaire. Le groupe est en fait conduit aux chambres à gaz. Lucie survit de camp en camp. De retour à Łódź, elle retrouve dans le logement du ghetto les cahiers de son frère. Elle se marie l'année suivante et devient Lucie Bialer. En 1950, elle emporte  les manuscrits de son frère lorsqu'elle quitte la Pologne pour Israël puis lorsqu'elle s'installe en France. En Pologne, le douanier éventre le valise contenant les écrits. Les feuilles sont mélangées, certaines sont perdues à ce moment-là. Lucie garde les textes de son frère, la seule chose qui lui reste de sa famille, avec quelques photos, pendant plus de quarante ans. À la mort de sa fille unique Nelly, elle décide de rompre le silence. Elle donne les précieux manuscrits à Yad Vashem qui les a fait publier en hébreu et en anglais. En 1994, ils sont publiés en français aux éditions Albin Michel.

## Œuvre
- Les Cahiers d'Abraham Cytryn. Récits du Ghetto de Łódź, Albin Michel, Paris, 1994.